# Arubaanse Voetbal Bond

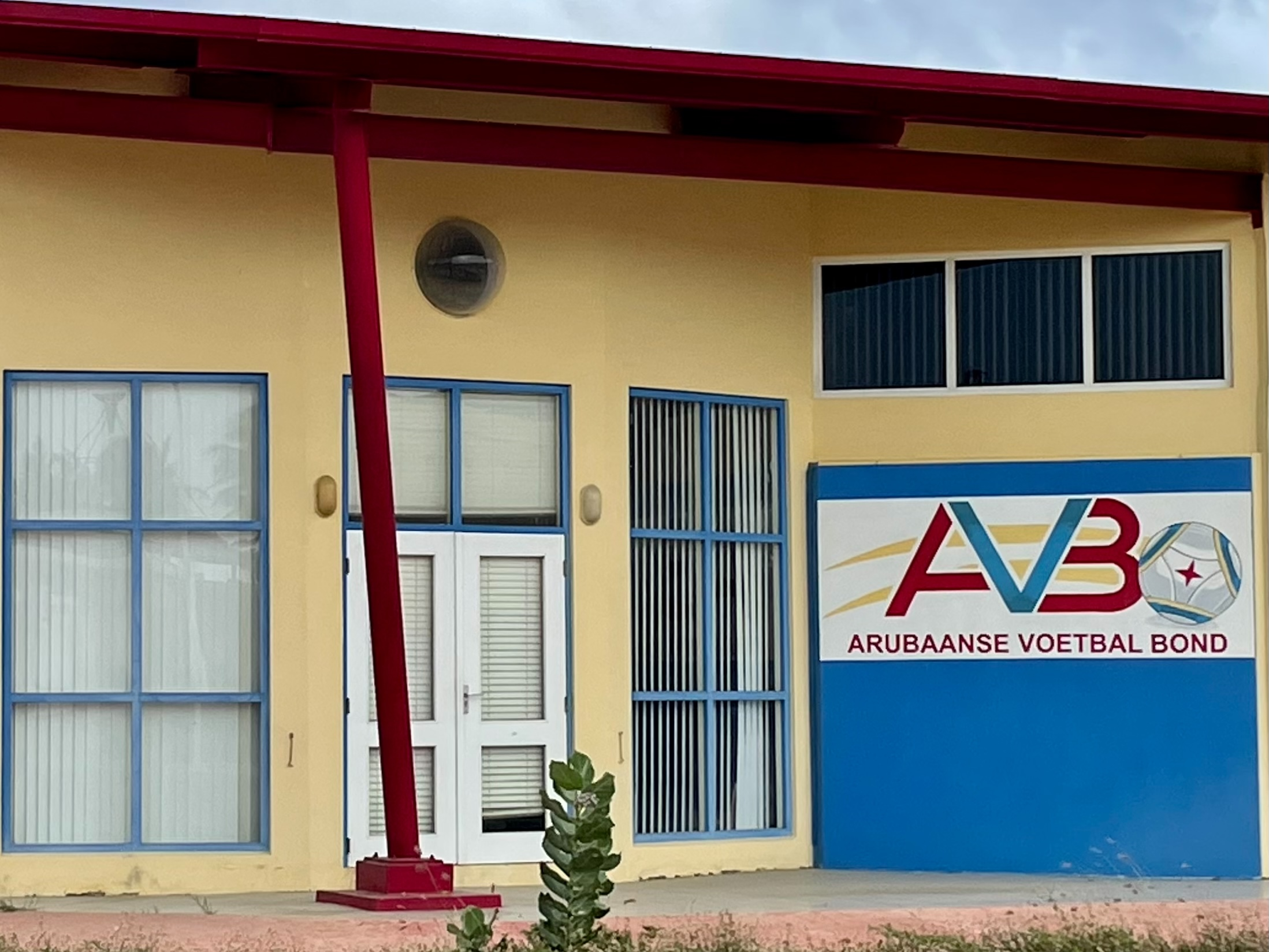
Büroräume des Arubanischen Fußballverbands (Arubaanse Voetbal Bond, AVB) im Compleho Deportivo Frans Figaroa in Shaba, Aruba.

Der Arubaanse Voetbal Bond (AVB) ist der im Jahr 1932 gegründete Fußballverband von Aruba. Der Verband ist seit 1986 Mitglied des Kontinentalverbands CONCACAF sowie seit 1988 Mitglied des Weltverbands FIFA. Der AVB organisiert unter anderem die Spiele der Nationalmannschaft sowie auch die Austragung der höchsten Spielklasse des Verbandes, der Division di Honor.